# Sangraal (Hvězdná brána)
Sangraal (nebo také Merlinova zbraň) je sci-fi zařízení, které se objevilo v seriálu Hvězdná brána. Jedná se o zbraň schopnou neutralizovat povznesené bytosti.
Tuto zbraň vyvinul Antik Merlin. Merlin věřil, že Oriové představují hrozbu pro bezpečnost naší galaxie a Antiků samotných, kteří odmítli přijmout jakákoliv opatření, aby se proti Oriům ochránili. Merlin vzal na sebe zpět lidskou podobu a vyvinul zbraň schopnou zničit povznesené bytosti. Nejdříve vytvořil zařízení, kterým mohl přemístit svůj výzkum do jiné dimenze a skrývat svou práci před ostatními povznesenými. 
Merlinovo zařízení není zbraň v tradičním smyslu, protože povznesené bytosti neobývají běžný časoprostor, jak jej známe. Místo toho je zbraň zařízení, které přesměruje energii z běžného časoprostoru do dimenze, kterou obývají povznesené bytosti. Energie je forma interference, která bytosti nezabíjí, ale neutralizuje.
V Merlinových poznámkách k výzkumu nalezl Dr. Daniel Jackson, že Merlin dokončil přístroj na Zemi, ale musel jej přemístit na jinou planetu, jejíž souřadnice odpovídaly planetě PX1-767 Camelot. SG-1 hledala tuto zbraň, protože byla jejich jedinou nadějí porazit Orie, ale v Camelotu se dozvěděli, že Sangraal již zde není. Jejich pátrání je vedlo na planety Castiana, Sahal a Vagon Brei a nakonec na planetu, jejíž adresa byla kombinací symbolů těchto tří světů. SG-1 museli vyřešit řadu úkolů, které připravila Antička Morgan Le Fay jako záruku, že Sangraal získají pouze ti, kdož mají ryzího ducha.